# 薛万徹
薛 万徹（せつ ばんてつ、生年不詳 - 永徽4年2月2日（653年3月6日）は、中国の唐の軍人。雍州咸陽県の出身。本貫は河東郡汾陰県。

## 経歴
薛世雄の子として生まれた。隋の大業末年に薛世雄が涿郡太守となると、薛万徹と兄の薛万均は父に従って幽州にあり、武人として羅芸と親交を結んだ。羅芸とともに唐に帰順し、車騎将軍に任ぜられ、武安県公に封ぜられた。竇建徳の二度にわたる幽州進攻を羅芸の下で撃退した。
その後、皇太子の李建成に仕えた。武徳9年（626年）、李建成が殺されると、薛万徹は東宮の兵を率いて玄武門で戦い、秦王府に迫った。李世民の軍に李建成の首を示されると、退去して数十騎で南山に逃れた。李世民がたびたび使者を出して諭したので、薛万徹も山を出て降った。李世民はその忠誠を嘉して罪を問わなかった。柴紹が梁師都を討ったとき、兄の薛万均を副将とし、薛万徹もまた従軍した。朔方から数十里のところで、突厥の兵が集まってくると、唐軍の本隊は後退し、薛万徹の兄弟は別部隊で突厥軍に横撃を加えて、これを撃破した。突厥軍が逃亡すると、唐軍は梁師都を包囲し、降した。
貞観4年（630年）、李靖の下で突厥の頡利可汗を討ち、功績により統軍に任ぜられ、爵位を郡公に進めた。李靖が吐谷渾を討つと、これに同行し、兄の薛万均とともにおのおの百騎を率いて先行した。兄弟で吐谷渾を追撃して積石山にいたり、赤水源で天柱王の軍を破り、河源・図倫磧をめぐって帰還し、李靖と青海で合流した。
兄の死後まもなく、薛万徹は母の服喪のために職を辞したが、右衛将軍として再起し、蒲州刺史に出向した。李勣の副将として薛延陀を攻撃し、数百騎を率いて先鋒をつとめ、斬首三千級、鹵獲した馬一万五千という大勝を挙げた。貞観18年（644年）、左衛将軍に進み、丹陽公主を妻とし、駙馬都尉を加えられた。まもなく右衛大将軍・杭州刺史に転じ、さらに代州都督・右武衛大将軍となった。太宗李世民は「現今の名将というのは、ただ李勣・江夏王李道宗・薛万徹がいるだけだ。李勣と李道宗は大勝できなくても、まだ大敗したことはない。薛万徹は、大勝でなければ大敗だ」と評した。
貞観22年（648年）、青丘道行軍総管として軍三万を率いて萊州から海路をとって高句麗に侵攻し、鴨緑江に入った。高句麗の諸軍が城を捨てて潰走する中、泊汋城主の所夫孫だけが抵抗したが、薛万徹はこれを斬り、泊汋城を囲んだ。高句麗の援軍三万を撃破し、泊汋城を落とした。のちに軍中で物資を私物化していることを告発されたが、太宗は薛万徹の功績を惜しんで、譴責を加えたのみで、告発の上書を焼いてしまった。また副将の裴行方が薛万徹の怨言を告発すると、李勣が太宗を諫め、薛万徹を庶民に落として辺境に流させた。のちに大赦にあって、帰還した。
永徽2年（651年）、寧州刺史に任ぜられた。入朝すると、房遺愛と昵懇になり、荊王李元景の擁立を謀った。しかし永徽4年（653年）、計画は漏れて獄に下され、処刑された。刑に臨んで、「万徹は大健児なり。国家のために死んでも、房遺愛などとともにこれを殺すのか」と大言した。処刑人が斬っても切れず、薛万徹は「どうして力を入れないのか」と処刑人を叱った。三たび斬ってようやく息絶えた。

## 伝記資料
- 『旧唐書』巻69 列伝第19「薛万徹伝」
- 『新唐書』巻94 列伝第19「薛万徹伝」